# کلمبیا اتومبیل
کلمبیا اتومبیل (انگلیسی: Columbia) شرکت خودروسازی آمریکایی بود، که در سال ۱۸۹۹ تأسیس شد.